# 우베선
우베선(일본어: 宇部線)은 일본 야마구치현 야마구치시 신야마구치역을 기점으로 우베시 우베역에 이르는 총 연장 33.2km의 서일본 여객철도 관할 철도 노선이다. 이 노선 모두 아마구치 현에 속해 있다.

## 개요
스오나다 연안을 따라 우베 시 중심 시가지를 관통한다. 우베 시내 중심은 물론 야마구치 시 남·서부 산요 본선의 우베 역 · 신야마구치 역이 여객 수송의 중추적인 역할을 해왔다. 다른 선에 아사역과 시모노세키역 등은 우베 역에서 서쪽 방면이며 동쪽인 경우에는 신아마구치 역이 종착역의 기능
을 하고 있다.
한때는 화물 수송이 활발했다. 같은 노선에 있는 공장과 인접한 지선이 많이 존재했지만 주력하였다. 옆에 있는 도로의 경우, 센츄럴 유리 우베 공장 전용도로로 사용하고 있다.
비교적으로 빠른 시기에 전기된 노선이지만, 이 노선의 경우 복선이 아닌 단선으로 운행이 되며, 지반이 약한데다 운행 속도가 느린 편이다. 우베신카와역 - 신야마구치 역 구간에는 우베 시영 버스를 이용하는 것이 유용하다. 1970년대, 우베 선의 편리성을 증진시키기 위해 만들어진 고속화 사업을
비롯하여, 우베 역 - 이와하나역 구간의 복선화, 이와하나 역과 히가시신카와역 구간의 복선 고가철도화 사업이 추진되었지만 실패하였다.
또한, 같은 시기에 우베 역 - 우베 항 역 구간, 우베 역 - 우베신카와 역 구간을 경유하여 개정함에 따라, 우베미사키역과 - 우베 항 역 구간 노선을 신설하는 구상도 있었으나, 실현 단계에는 다다르지 못했다.

## 노선 정보
- 관할 노선거리 (영업구간, 지선 포함) : 35.4 km
  - 서일본 여객철도 관할
 신야마구치역 - 우베역 구간 : 33.2 km
  - 일본 화물철도 관할
 우베미사키역 - 우베역 구간 : 9.5 km
- 궤간 : 1,067mm
- 역수 : 18
  - 우베 선 소속 역으로 한정되어있는 경우, 산요 본선에 속해있는 신야마구치 역 - 우베 역을 제외하면 16개임.
- 노선형태 : 단선
- 전선구간 : 전선 (전류 1500v)

## 운행 열차

### 쾌속 - 노조미 릴레이 호
2003년 10월 1일부터 2009년 3월 13일까지 산요 신칸센에 운행 중이던 노조미 호와 직결된 쾌속 열차 "노조미 릴레이 호"가 운행되고 있었다.
주로 신야마구치 역과 우베신카와 역까지 운행되고 있었으나, 일부 열차의 기점이었다. 그러나 우베 역에서 산요 본선을 이용하는 것이 오히려 빨랐다.
당초에는 신야마구치 역과 우베신카와 역 구간에서는 아지스역과 도코나미역에 정차하고 있었으나, 2008년 3월 15일에 시행된 개정으로
인하여, 우베미사키 역, 히가시신카와 역, 고토시바역에 정차하도록 되어있다. 1년 후 2009년 3월 14일에 시행된 재 개정으로 왕복 5회 중 왕복 3회로
변경되거나 폐지되었다.

### 화물 열차
화물 열차는 우베 역 - 우베신카와 역 구간에서 미네 선의 시게야스역과 우베미사키 역을 연결하는 전용화물 열차가 하루에 왕복 2회로 운행 중이었으나 2009년 10월 18일 폐지되었다. 견인 기관차는 DE10형 디젤 기관차이며, 화물열차는 호키 9500형 편성이었다.

## 역 목록
| 역명            | 일어 역명  | 로마자 역명      | 역간 거리 | 영업 거리 | 접속 노선                                         | 선로 | 소재지     | 소재지     |
| --------------- | ---------- | ---------------- | --------- | --------- | ------------------------------------------------- | ---- | ---------- | ---------- |
| 신야마구치      | 新山口     | Shin-yamaguchi   |           | 0.0       | 서일본 여객철도 산요 신칸센 산요 본선 야마구치 선 | ∨    | 야마구치현 | 야마구치시 |
| 가미카가와      | 上嘉川     | Kami-kagawa      | 2.8       | 2.8       |                                                   | ｜   | 야마구치현 | 야마구치시 |
| 후카미조        | 深溝       | Fukamizo         | 3.1       | 5.9       |                                                   | ◇    | 야마구치현 | 야마구치시 |
| 스오사야마      | 周防佐山   | Suō-Sayama       | 1.6       | 7.5       |                                                   | ｜   | 야마구치현 | 야마구치시 |
| 이와쿠라        | 岩倉       | Iwakura          | 1.3       | 8.8       |                                                   | ｜   | 야마구치현 | 야마구치시 |
| 아지스          | 阿知須     | Ajisu            | 1.4       | 10.2      |                                                   | ◇    | 야마구치현 | 야마구치시 |
| 기와            | 岐波       | Kiwa             | 2.5       | 12.7      |                                                   | ◇    | 야마구치현 | 우베시     |
| 마루오          | 丸尾       | Maruo            | 2.5       | 15.2      |                                                   | ｜   | 야마구치현 | 우베시     |
| 도코나미        | 床波       | Tokonami         | 3.7       | 18.9      |                                                   | ◇    | 야마구치현 | 우베시     |
| 도키와          | 常盤       | Tokiwa           | 1.8       | 20.7      |                                                   | ｜   | 야마구치현 | 우베시     |
| 구사에          | 草江       | Kusae            | 1.8       | 22.5      |                                                   | ｜   | 야마구치현 | 우베시     |
| 우베미사키      | 宇部岬     | Ubemisaki        | 1.2       | 23.7      |                                                   | ◇    | 야마구치현 | 우베시     |
| 히가시신카와    | 東新川     | Higashi-shinkawa | 1.6       | 25.3      |                                                   | ◇    | 야마구치현 | 우베시     |
| 고토시바        | 琴芝       | Kotoshiba        | 0.7       | 26.0      |                                                   | ｜   | 야마구치현 | 우베시     |
| 우베신카와      | 宇部新川   | Ube-shinkawa     | 1.1       | 27.1      |                                                   | ◇    | 야마구치현 | 우베시     |
| 이노            | 居能       | Inō              | 1.8       | 28.9      | 서일본 여객철도 오노다 선                         | ◇    | 야마구치현 | 우베시     |
| 이와하나        | 岩鼻       | Iwahana          | 1.4       | 30.3      |                                                   | ◇    | 야마구치현 | 우베시     |
| 기와나미 신호장 | 際波信号場 | Kiwanami         | 1.7       | 32.0      |                                                   | ◇    | 야마구치현 | 우베시     |
| 우베            | 宇部       | Ube              | 1.2       | 33.2      | 서일본 여객철도 산요 본선                         | ∧    | 야마구치현 | 우베시     |